# Mšice
Mšice jsou polokřídlý hmyz, živící se paraziticky na rostlinách sáním rostlinných šťáv. Proto je mnoho druhů mšic považováno za škodlivé živočichy. Ze známých asi 3000 druhů mšic žije ve střední Evropě asi 850.[zdroj?]

## Názvosloví
Český termín mšice má více významů:
- podřád mšicosaví – Sternorrhyncha, obsahující mj.:
  - nadčeleď mšice – Aphidoidea, obsahující mj.:
    - čeleď mšicovití – Aphididae, obsahující mj.:
      - rod mšice – Aphis Linnaeus, 1758, obsahující mj.:
        - podrod mšice – Aphis, obsahující mnoho druhů mšic, např.:
          - mšice vojtěšková
          - mšice maková
          - mšice krušinová
          - mšice maliníková
          - mšice řešetláková
          - mšice jabloňová
          - mšice tavolníková
          - mšice bavlníková
          - mšice bršlicová
          - mšice broskvoňová
          - mšice zelná
          - mšice jitrocelová
          - mšice třešňová
          - mšice mrkvová
          - mšice hlohová
          - mšice hnízdotvorná
          - mšice krvavá
          - mšice Cooleyova
          - a mnoho dalších, z nichž většina nemá ani česká druhová jména

Souhrnným termínem mšice je tedy kromě jednotlivých druhů mšic označován i jejich celý rod a nadčeleď. Kromě toho se termín mšice používá i v případech jiného hmyzu z podřádu mšicosavých, např. u korovnice z nadčeledi Phylloxeroidea, pro kterou neexistuje český ekvivalent, a proto se o ní někdy hovoří rovněž jako o mšici.

## Popis
Mšice jsou většinou velké 4–6 mm a mají proměnu nedokonalou. Ústrojí mají bodavosavé. Tělo je zakončeno chvostkem, podle kterého se určuje pohlaví. Na 5. nebo 6. zadečkovém článku vyrůstají u většiny mšic zvláštní trubicovité útvary, tzv. sifunkuli. Škodí sáním na podzemních i nadzemních částech rostliny. Sání způsobuje zakrslý růst, kadeření, svinování čepelí a změny ve zbarvení listů. Škodí přenosem viróz, případně i vylučováním medovice. (sladký povlak na listech, na kterém se postupně rozrůstají houbové choroby)
Mšice se obvykle vyskytují ve formě bez křídel, při přemnožení se však začnou líhnout i okřídlení jedinci a mšice se tak mohou přesunout z rostliny na rostlinu.

## Rozmnožování
Za rok mají mšice 6–16 generací a rozmnožují se extrémně rychle.
Rozmnožování má dva cykly:
- pohlavní – po oplození klade samička vajíčka z kterých se líhnou okřídlené samičky. Samička naklade vajíčko, které přezimuje a na jaře se líhnou okřídlené samičky, které nalétávají na porost.
- partenogenetické – z neoplozených vajíček se líhnou bezkřídlé larvy, ze kterých se vyvíjejí imaga, která také nemají křídla.

## Symbióza
Některé mšice žijí v symbióze s mravenci, kteří je chrání před nepřáteli (především slunéčka, larvy pestřenek a zlatooček i zlatoočky samotné) a naopak získávají medovici.

## Hostitelé
Rozlišuje se primární a sekundární hostitel:
- Primární hostitel – rostlina na níž mšice přezimují. (např. pro mšici broskvoňovou je to broskvoň)
- Sekundární hostitel – rostlina na které mšice žijí a rozmnožují se během vegetace. (např. pro mšici broskvoňovou je to řepa či brambor)